# Reinhold Zumtobel
Reinhold Zumtobel (* 24 de febrero de 1878 en Hausen en el Valle del Wiese; † 27 de septiembre de 1953 en Friburgo de Brisgovia) fue redactor de un periódico alemán, el diario Volkswacht de Friburgo, sindicalista y político del Partido Socialdemócrata de Alemania.

## Homenajes
- 1949: Hijo predilecto de Hausen en el Valle del Wiese[1]
- 10 de mayo de 1953: Primer Premio Johann Peter Hebel[1]

## Enlaces
- Servidor Educativo de Baden-Wurtemberg: Biografía

- Datos: Q2141600